# Косачи (род)
Ко́сачи, Косачичи, Хра́ничи (сербохорв. Косаче, Косачићи, Хранићи / Kosače, Kosačići, Hranići, серб. Косаче, Косачићи, Хранићи, хорв. и босн. Kosače, Kosačići, Hranići) — феодальный, властельский род в средневековой Боснии.
Были выходцами из восточной Боснии, известны с начала XIV века. Владели землями на юге Герцеговины. Последний владетель рода Стефан Вукшич в 1448 году провозгласил себя «герцогом святого Саввы», от чего Хумская земля впоследствии получила новое название — Герцеговина. Потеряли владения во время завоевания Боснии турками.

## История

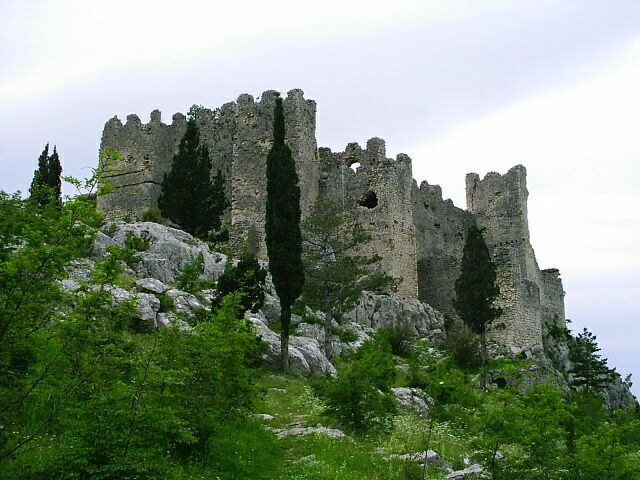
Крепость, где располагался двор Косачей

Первоначальная фамилия — Храничи. Косачи были одним из наиболее могущественных феодалов в средневековой Боснии и Герцеговине. В письменных источниках упоминаются с 1310-х годов до первой половине XVII века. Фамилия рода, вероятно, происходит от названия села Косача в районе Горажде в восточной Боснии. В XV веке владения рода на востоке доходили до Которского залива, Никшича, Плевли и Приеполе. Со временем они заняли почти всю Хумскую землю. В 1421 году Косачи породнились с могущественным в Боснии родом Павловичей. Через Стефана Вукшича Косачи были в родстве с зетской династией Балшичей.
Первый известный представитель — князь Рудина Вук Храна. По сведениям историка Мавро Орбини, он родился в 1317 году. Его сын Влатко Вукович был воеводой, который в 1388 году победил в битве при Билече. С 1388 года — наместник боснийского короля Твртко I в Далмации. В 1389 году возглавлял боснийский отряд в Косовской битве. Наследство После Влатко перешло к его племяннику Сандалю Храничу (ум. 1435), которому удалось стать самым могущественным феодалом Боснии. Владения Сандаля располагались между реками Дриной, Лимом, Неретвой и городом Омишем. Ему наследовал племянник Стефан Вукшич, который продолжал расширять владения Косачей. Его дочь Катарина вышла замуж за боснийского короля Стефана Томаша. Осенью 1448 года Стефан Вукшич провозгласил себя «герцогом святого Саввы», от чего вся Хумская земля впоследствии получила новое название — Герцеговина. Он умер в Нови во время завоевания Боснии турками в 1466 году, потеряв родовые владения. Его старший сын и наследник Владислав Герцегович потерял герцогство в 1482 году под натиском турок. Сыновья Владислава Петар, Балша, и Владислав носили титул герцогов Святого Савы только номинально. Младший сын Стефана Вукшича тоже Стефан принял ислам и имя Херсекли Ахмед-паша, он пять раз занимал пост Великого визиря.
1. Вук Хранич Косача
  1. Влатко Вукович
  2. Храна Вукович Косача
    1. Сандаль Хранич Косача (?—1435)
    2. Вукац Хранич Косача (?—1432)
      1. Стефан Вукшич Косача (?—1446)
        1. Владислав Герцегович (?—1487/89)
          1. Балша

        2. Влатко Херцегович (?—1489)
          1. Мария Косача
          2. Иван Косача
            1. Изабела Косача
            2. Сава Косача
            3. Влатко Косача
              1. Иван Косача
                1. Влатко Косача
                  1. Елизавета Косача

            4. Феранте Косача

        3. Катарина Херцегович Косача (?—1478)
        4. Стефан Херцегович Косача
          1. Мустафа-бег
          2. Али-бег

      2. Теодора Вукчич Косача (?—1450)

    3. Вук Хранич Косача (?—1425)
      1. Иван Вукович Косача
      2. Сладое Вукович Косача